# ソロモンの鍵 (ゲーム)
『ソロモンの鍵』（ソロモンのかぎ、英題：Solomon's Key）は、1986年7月にテクモからアーケードゲーム・ファミリーコンピュータ向けゲームとして開発・販売されたアクションパズルゲーム。
ゲームシステムがアクションパズルとしての完成度を高めていると評価された本作は、後に各種ホビーパソコンや家庭用ゲーム機などに移植・リメイクされた（#評価、#移植版、#リメイク版）。

## ゲーム内容
主人公である魔法使いのダーナを操作し、制限時間内に次のステージへと続く「鍵」を入手し「扉」への到達を目指し、世に解き放たれた悪霊を封印し世界に平和をもたらすため、魔法書「ソロモンの鍵」を求め魔の星座宮に挑むアクションパズルゲーム。
ダーナは「換石の術」という能力を持ち、中空になっている場所であれば自分が向いている方向の一つ前や足元斜め一つ前などに自在に石のブロックを生成できる。この能力を駆使して足場を作りながら目的の場所まで行ったり、ステージ内にいる様々な敵の妨害から身を守ったりする。マスの端に立って「換石の術」を行えば2マス先に石を作ることができる。出せるブロックの数に特に制限はないが、白く硬い石に阻まれた場所や敵が次々と出てくる門の前など特定の場所では「換石の術」が使えない。また、出したブロックは再度「換石の術」をかける、あるいは頭突きをするなどをして壊すこともできる。ブロックを破壊することで閉ざされた進路を切り開いたり、敵の足下を崩して退治したりといったこともできる。このように「換石の術」は単純な能力ながら応用範囲が広く、このゲームが持つ一番の特色にもなっている。
敵キャラを倒す手段は「マンダの壷」を入手することで得られる「火球の術」と呼ばれる火球による攻撃や、特定の敵のみ全滅させることができる「メルトナの薬」があるものの、これらのアイテムはゲーム全体を通じて有限であるため、使用できる局面は極めて限られる。
クリアするのに必須となる「鍵」以外にもステージ内には様々な補助魔法アイテムや得点アイテムが用意されている。

## ストーリー
遥か昔、ソロモンという偉大な王がいた。ソロモン王は魔術を追求し、その生涯の成果を一冊の本に遺した。それが"ソロモンの鍵"という魔法書だと伝えられている。本の中には大いなる魔力が秘められていた。その魔力の大きさゆえにソロモンの鍵は地下の迷宮(星座宮)の奥深くに封じられているという。
この伝説を信じて長年探し求めていた１人の道士がいた。彼は、ついに地下の星座宮を発見し"ソロモンの鍵"に辿り着いた。彼が魔法書を取ると、本に秘められた魔力が炸裂し、世界と時間を引き裂いてしまった。世界は天地創造以前の"カオス"となり、悪霊たちの支配する闇の王国になっていた。善なる精霊たちは、１人の魔法使い"ダーナ"にソロモンの鍵の力でカオスとなった世界を修復することを命じた。ダーナは１人で失われた地下の迷宮"星座宮"の入口へと向かった。
ダーナは、無事に"ソロモンの鍵"を見つけ、世界に平和を呼び戻すことができるか？

## 登場キャラクター
ダーナ
このゲームの主人公で魔法使い。
妖精
「ライラックの鐘」を取ると扉から出現し、ダーナのいる場所へ接近しようとゆらゆらと移動する。10匹取るとダーナが1UPする。なお取る前に火球に当たった場合は燃えて消滅してしまう。
リヒタ
妖精の王女。特定条件を満たしたときに行ける隠しステージに幽閉されている。
マイティボンジャック
隠れキャラクター。特定のステージであることをすると出現、ステージ内のモンスターをすべて妖精に変える。

### アイテム
マンダの壷
炎のマークが付いた壷。入手すると火球の術が1発使用できる。青と赤の2種があり、青い壷は敵を1体のみ撃破でる火球が、赤い壷は貫通力のある火球が撃てる。一定数ストックすることが可能で、それらは画面右側最上部に表示されている。なお、大きい炎が貫通力のある火球。火球は敵キャラ以外の妖精に対しても当たり判定があるため、目的の敵を倒すつもりが誤爆してしまう場合がある。最終ステージでは強制的にストックが無くなってしまう為、最終ステージでは使用不可。
マガドラの壷
赤と白のマークが付いた青い壷。敵を倒すと出現。取ると次に撃てる火球が通常弾の時に貫通弾に変わる。
クリスタルラド
取ると火球の射程が青だと0.5ブロック分、赤だと2ブロック分伸びる。青のみ取ると200点。
ライラの巻物
赤い巻物。取ると火球のストックが1発分増える。最大8発まで。
ライラックの鐘
取ると扉から妖精が出現する鐘。敵を火球で倒すと赤い鐘が出るが、効果は同じ。
ノルムの砂時計
時間を操る砂時計。LIFE（制限時間）に関わらず取ると青は9990、赤は4990に変わる。なお、ノルムとは同社ゲーム『スーパースターフォース 時空暦の秘密』に登場する時の商人であり、この砂時計は彼の所有物である。
エドレムの薬
灰色の薬の入った瓶。中身が半分の物と満タンの物があり、半分の物を取ると獲得時のLIFE数と以降のLIFE減少スピードが2倍、満タンの物を取ると5倍になる。
メルトナの薬
黄色い薬の入った瓶。取るとカミーラの鏡から出現した敵が全滅し、宝袋などのアイテムに変化する。
チェンジターゲット
菱形の宝石。青と赤の2種類があり、換石の術をかけるとアイテムに変化する。青はマンダの壷（青）→金貨（2,000点）→クリスタルラド（赤）、赤はマンダの壷（赤）→ライラの巻物→ライラックの鐘。
宝袋
敵を火球やメルトナの薬で倒すと出現する得点アイテム。色や表示されているローマ数字によって得点が異なる（灰色:100点、赤:1,000点、緑1万点）。
金貨、銀貨
得点アイテム。二枚重ねの場合得点は二倍（銀貨：100点、金貨:2,000点、星金貨:1万点）。
宝石
得点アイテム。これに限らずアイテムがあるところでは石を出せないためステージによってはトラップのような扱いになる（青:500点、赤:5,000点、黄色淵の赤:5万点）。
マプロスの薬
Eの文字が書かれた赤い壷。取ると1UP。取得前・後に関わらずミスした場合はそのステージでは出現しなくなる。
ボーナスキャラ
スフィンクス・魔法のランプ・マイティコイン・折鶴・クレオパトラが、ボーナスキャラ（厳密には隠れキャラ）として登場する。取れば高得点(ランプは人数も増加する)だが一部のステージにある折鶴を除き、ミスした場合はそのステージでは出現しなくなる。
テクモプレート
マイティボンジャックにも登場したテクモのロゴマーク。取れば1UPとボーナスが得られるが、1回出現しただけでは取ることができず、取るにはある条件が必要になる。また、ミスした場合はそのステージでは出現しなくなる。
金の翼
黄色い羽。取ると特定ステージまでワープすることが可能。ただし、取得したステージによっては後述する真のエンディングに必要なアイテムがあるステージをスキップすることになるため、その該当するステージで本アイテムを取得した場合は真のエンディングを見ることは不可能となる。
星座マーク
星座を表す記号が書かれた四角いパネル。4ステージごとに出現し、入手するとステージクリア後に隠しステージに入る。隠しステージは基本的には「妖精の楽園」と呼ばれるボーナスステージとなるが、特定ステージまでにソロモンの封印を全て入手した上で、そのステージの星座マークを入手すると真のエンディングを見ることに必要な隠しステージに入ることが出来る。
ソロモンの封印
六芒星が描かれた四角いパネル。特定ステージに8つ隠されており、集めることで真のエンディングに必要なアイテム等を入手できるステージに入れるようになる。
呪文のページ
魔道書「ソロモンの鍵」より失われた、空間と時間を司る2つのページ。それぞれ別の隠しステージにあり、そこに入るためにはその前のステージまでのソロモンの封印を全て回収していることが絶対条件。2つとも入手し、残り2枚のソロモンの封印と最後の星座マークを入手すると、真のエンディングに必要な「王女リヒタ」の部屋に入ることが出来る。
ソロモンの鍵
表紙に六芒星が描かれた赤い本。最終ステージ最深部に納められた当ゲームの最終目標。

### 敵キャラクター
パネルモンスター
化石化したライオンの首。壁面や白い石に固定されている。一定時間ごとに石を破壊する火の玉を水平方向に吐く。
スパークボール
輝く球体状の敵。壁面に石に沿って移動する。ステージによっては低速で移動するものや高速で移動するものが登場する。
ゴブリン
星座宮の番人が怪物化したもの。床や石の上を移動し、進行方向にある石をパンチで破壊する。ダーナが正面にいると高速で向かってくる。足場から落とすことで倒せる。ステージによっては「カミーラの鏡」からも出現する。
ウィリー
三角帽子を被った魔道士で、外観以外はゴブリンと同じで杖で攻撃してくる。ファミコン版のみ登場する。
リザードマン
トカゲの姿をした怪物。外観以外はゴブリン、ウィリーとほぼ同じである。セガ・マークIII&セガ・マスターシステム版のみ登場する。
ガーゴイル
石のような硬い皮膚に覆われた怪物。床や石の上を移動する。一定時間ごとに石を破壊する火の玉を水平方向に吐く。足場から落とす事でも倒せる。
ドラゴン
いわゆるドラゴンで、床や石の上を移動する。進行方向にダーナや石があると石を破壊する炎を吐くが、射程は石1つ分と短い。足場から落とすと倒せる。
ヌエル
ゴーストと蝙蝠が合体した怪物。空中を上下に移動する。石に接触すると破壊し、方向転換する。
キメラ
ワイバーンの上下移動バージョンで、外観以外はヌエルとほぼ同じ。アーケード版のみしか登場しない。
ゴースト
死者の魂が怪物化したもので、外観は白いローブを被った人型。空中を左右に移動する。石に接触すると破壊し、方向転換する。
ワイバーン
翼の生えた竜。外観以外はゴーストと同じ。アーケード版のみ登場する。
デビルキッズ
赤い子悪魔。外観以外はゴースト、ワイバーンと同じ。ファミコン版、セガ・マークIII&セガ・マスターシステム版のみ登場する。
サラマンダー
「カミーラの鏡」から出現する赤い竜の怪物。ダーナを執拗に追いかけ、射程の短い炎を吐いて石を破壊する。落下しても死なないが、一定時間で消滅する。
デーモンズヘッド
「カミーラの鏡」から出現する化石化した悪魔の首。石に接触すると破壊し、方向転換する。落下しても死なないが、一定時間で消滅する。
スケルトンヘッド
「カミーラの鏡」から出現する怪物化した巨人族の頭蓋骨。外観以外はデーモンズヘッドと同じだが、ステージによっては高速で移動するものが出現する。ファミコン版、セガ・マークIII&セガ・マスターシステム版のみ登場してくる。
バーン
邪悪な炎。自らの意思では移動しない。火球の術で倒すことができない。赤と青の2種類があり、赤のバーンは落下すると消滅するが青のバーンは消滅しない。換石の術をかけることで火力が弱まり飛び越える事が可能。
スライム
「カミーラの鏡」から出現するスライム状の怪物。石に貼りつくように移動し、また石の間をすり抜けて移動することが可能。アーケード版のみに登場する。
魔道士
ダーナに似た姿をした魔道士で、ダーナ同様に換石の術を使用する。アーケード版のみに登場する。
カミーラの鏡
魔界に通じる邪悪な鏡。モンスターを出現させるジェネレーターだがダーナが触れてもミスにはならない。出現数では敵を出さない鏡が大多数。鏡が設置されている箇所では換石の術が使用できない規制エリアとしての役割だが、攻略の鍵となる場合もある。
悪魔の封印
蝙蝠の影を模した紋章。カミーラの鏡と同じく触れてもミスにならないが、設置箇所では換石の術を使用できない。

## 移植版
| No. | タイトル                                      | 発売日                                      | 対応機種                                      | 開発元                 | 発売元                 | メディア                                        | 型式              | 備考                           | 出典                               |
| --- | --------------------------------------------- | ------------------------------------------- | --------------------------------------------- | ---------------------- | ---------------------- | ----------------------------------------------- | ----------------- | ------------------------------ | ---------------------------------- |
| 1   | ソロモンの鍵 Solomon's Key                    | 1986年7月30日 1987年7月 1990年3月30日       | ファミリーコンピュータ                        | テクモ                 | テクモ                 | 512キロビットロムカセット                       | TCF-SK NES-KE-USA |                                | [ 1 ]                              |
| 2   | Solomon's Key                                 | 1988年                                      | Amstrad CPC Atari ST コモドール64 ZX Spectrum | Probe Software         | U.S. Gold              | フロッピーディスク カセットテープ               | -                 |                                |                                    |
| 3   | ソロモンの鍵 王女リヒタの涙                   | 1988年4月17日                               | セガ・マークIII セガ・マスターシステム        | アイシステム東京       | サリオ                 | 2メガビットロムカセット                         | S-002             | マスターシステムのFM音源対応   |                                    |
| 4   | ソロモンの鍵                                  | 1991年1月25日                               | ディスクシステム                              | テクモ                 | テクモ                 | ディスクカード片面                              | -                 | 書き換え専用                   |                                    |
| 5   | ソロモンの鍵 Season I                         | 2003年5月14日                               | J-フォン （Javaアプリ）                       | テクモ                 | テクモ                 | ダウンロード （テクモのゲーム）                 | -                 |                                | [ 5 ]                              |
| 6   | ソロモンの鍵 Season II                        | 2004年4月28日                               | EZアプリ                                      | ジー・モード           | ジー・モード           | ダウンロード （テトリス&100円ゲーム）           | -                 |                                | [ 6 ]                              |
| 7   | ソロモンの鍵 Season III                       | 2004年6月1日                                | EZアプリ                                      | ジー・モード           | ジー・モード           | ダウンロード （テトリス&100円ゲーム）           | -                 |                                | [ 7 ] [ 8 ]                        |
| 8   | ソロモンの鍵 ディレクターズカット             | 2004年6月16日                               | ボーダフォンライブ! （Vアプリ）               | テクモ                 | テクモ                 | ダウンロード （テクモのゲーム）                 | -                 |                                | [ 9 ]                              |
| 9   | ソロモンの鍵                                  | 2004年7月21日                               | 504i、505i、FOMAシリーズ対応 （iアプリ）      | テクモ                 | テクモ                 | ダウンロード （テクモのゲーム）                 | -                 |                                | [ 10 ]                             |
| 10  | ソロモンの鍵 Season III                       | 2004年11月1日                               | 504i、505i、506i、FOMA （iアプリ）            | テクモ                 | テクモ                 | ダウンロード （テトリス&100円ゲーム）           | -                 |                                |                                    |
| 11  | テクモヒットパレード                          | 2004年11月25日                              | PlayStation 2                                 | テクモ                 | テクモ                 | CD-ROM                                          | -                 | アーケード版の移植             | [ 11 ] [ 12 ]                      |
| 12  | テクモクラシックアーケード                    | 2005年10月27日 2005年9月4日 2005年10月21日  | Xbox                                          | テクモ                 | テクモ                 | -                                               | -                 | アーケード版の移植             | [ 13 ]                             |
| 13  | ソロモンの鍵                                  | 2006年11月19日 2006年12月2日 2006年12月15日 | Wii                                           | テクモ                 | テクモ                 | ダウンロード （バーチャルコンソール）           | -                 | ファミリーコンピュータ版の移植 | [ 14 ] [ 15 ] [ 14 ]               |
| 14  | ソロモンの鍵                                  | 2009年8月18日 2009年11月30日                | Wii                                           | テクモ                 | テクモ                 | ダウンロード （バーチャルコンソールアーケード） | -                 | アーケード版の移植             | [ 16 ]                             |
| 15  | ソロモンの鍵                                  | 2012年12月5日 2013年9月19日 2013年8月22日   | ニンテンドー3DS                               | コーエーテクモゲームス | コーエーテクモゲームス | ダウンロード （バーチャルコンソール）           | -                 | ファミリーコンピュータ版の移植 | [ 17 ] [ 18 ] [ 19 ]               |
| 16  | ソロモンの鍵                                  | 2013年5月1日 2013年5月9日                   | Wii U                                         | コーエーテクモゲームス | コーエーテクモゲームス | ダウンロード （バーチャルコンソール）           | -                 | ファミリーコンピュータ版の移植 | [ 20 ] [ 21 ]                      |
| 17  | テクモゲームパック                            | 2013年6月20日                               | Android                                       | コーエーテクモゲームス | コーエーテクモゲームス | ダウンロード                                    | -                 | ファミリーコンピュータ版の移植 | [ 22 ]                             |
| 18  | ソロモンの鍵                                  | 2014年9月4日 2015年9月15日                  | PlayStation 4                                 | コーエーテクモゲームス | ハムスター             | ダウンロード （アーケードアーカイブス）         | -                 | アーケード版の移植             | [ 23 ] [ 24 ]                      |
| 19  | ファミリーコンピュータ Nintendo Switch Online | 2018年10月10日                              | Nintendo Switch                               | 任天堂                 | 任天堂                 | ダウンロード                                    | -                 | ファミリーコンピュータ版の移植 | [ 25 ] [ 26 ] [ 27 ] [ 28 ] [ 29 ] |
| 20  | ソロモンの鍵                                  | 2018年10月10日 2019年6月6日                 | Nintendo Switch                               | コーエーテクモゲームス | ハムスター             | ダウンロード （アーケードアーカイブス）         | -                 | アーケード版の移植             | [ 30 ] [ 31 ] [ 32 ]               |

ファミリーコンピュータ版
- 1986年7月30日発売。発売前のTVCMでは「出るぞ隠れキャラ498!!」や『ゲーム偏差値（G・D・V）付き』などを強くアピールしていた。1991年1月25日には同一の内容でディスクシステム用にも書き替え専用ソフトとして発売された。なお、ゲーム業界初のアーケード・コンシューマ同時発売を意図して製作されており、どちらが移植作ということはなく、ファミコン版も原作としての扱いを受ける姉妹作という位置付けとなっている。制作順番はアーケードが先だが、制作途中でファミコン版の制作が入り、その終了後、アーケードの制作が再開され、同時発売となるように開発・販売スケジュールが調整されていた。BGMはアーケードゲーム版よりも若干長い。当初はアクションゲームとして企画されたが、途中からパズルゲームの要素が導入され、結果としてアクションパズルゲームとして完成した。
- バーチャルコンソールソフトとして2006年12月2日にWii向けに、2012年12月5日にニンテンドー3DS向けに、2013年5月1日にWii U向けに配信開始された。

セガ・マークIII / マスターシステム版『ソロモンの鍵 王女リヒタの涙』
- 1988年、テクモの子会社サリオが発売。副題が付いているが、実質的にはファミコン版『ソロモンの鍵』の移植作品である。
- パスワードの入力によるコンティニュー機能が追加され、電源切断後も続きから再開することが可能となった。
- FM音源に対応しており、マスターシステムやFM音源ユニットを接続したマークIIIではより高い音質のBGMが味わえる。さらにFM音源版のメインBGMはフルバージョンになっており、曲の長さはファミコン版よりもさらに長い。なお、PSG版は音色は違うもののファミコンと同様の曲である。
- 画面解像度の都合により、フロア構成が縦11マス×横15マスと縦方向1マス分少なくなっている他、最下部の床は黒一色で表示される。実は操作上の斜めの概念が無いので直接に斜めジャンプすることはできない。また、しゃがみ歩きも実質困難であることからファミコン版を主眼とした、超高度な攻略を扱っている一部のサイトの手法を模倣をすることが困難になっている。なお、斜めジャンプについては、上にジャンプして素早く左右に入れることで、しゃがみ歩きについてはマスターシステム限定としてコントローラーをメガドライブのファイティングパッド6Bと差し替えて使うことでそれぞれ支障なく可能。

PlayStation 2版『テクモヒットパレード』
- 2004年11月25日に発売された、テクモが1980年代に発表したアーケードゲーム7作品を移植したオムニバスゲーム。この中にアーケード版『ソロモンの鍵』が含まれている。

携帯電話アプリ版
アーケード版『ソロモンの鍵』を元に、携帯電話向けに移植が行われている。移植対象とタイトルが非常に多いため、ここでは作品の一覧のみを示す。
- ソロモンの鍵 SEASON I（iアプリ、S!アプリ、EZアプリ(BREW)）
- ソロモンの鍵 SEASON II（iアプリ、S!アプリ）
- ソロモンの鍵 SEASON III（iアプリ、S!アプリ）
- ソロモンの鍵 SEASON IV（iアプリ、S!アプリ）
- ソロモンの鍵 決定版（S!アプリ）
- ソロモンの鍵 ディレクターズカットI（S!アプリ）
- ソロモンの鍵 ディレクターズカットII（S!アプリ）
- ソロモンの鍵 ディレクターズカットIII（S!アプリ）
- ソロモンの鍵 ディレクターズカットIV（S!アプリ）
- ソロモンの鍵 ディレクターズカットV（S!アプリ）

Xbox版『テクモクラシックアーケード』
- 2005年10月27日発売。11作品の中にアーケード版『ソロモンの鍵』が含まれている。

PlayStation 4版
アーケードアーカイブス ソロモンの鍵
- 2014年9月4日配信。アーケード版の移植。

## リメイク版
| No. | タイトル                          | 発売日                       | 対応機種           | 開発元               | 発売元               | メディア                  | 型式                          | 備考         | 出典 |
| --- | --------------------------------- | ---------------------------- | ------------------ | -------------------- | -------------------- | ------------------------- | ----------------------------- | ------------ | ---- |
| 1   | ZIPANG                            | 1990年12月14日               | PCエンジン         | アーク               | パック・イン・ビデオ | 2メガビットHuCARD         | PV1005                        | リメイク移植 |      |
| 2   | ソロモンズ倶楽部                  | 1991年4月5日 1991年4月       | ゲームボーイ       | グラフィックリサーチ | テクモ               | 512キロビットロムカセット | DMG-SCJ DMG-SC-USA DMG-SC-ESP | リメイク移植 |      |
| 3   | ソロモン Monster Rancher Explorer | 2000年9月29日 2000年10月28日 | ゲームボーイカラー | グラフィックリサーチ | テクモ               | 8メガビットロムカセット   | CGB-BSOJ-JPN CGB-BSOE-USA     | リメイク移植 |      |

PCエンジン版『ZIPANG』
- 1990年12月14日、パック・イン・ビデオ（現：マーベラス）から発売。同年公開の同タイトルの映画（監督：林海象、脚本：林海象、栗田教行（現・天童荒太）、主演：髙嶋政宏）とのタイアップ（シネマゲーム）のため、タイトルの変更や登場キャラクターたちに大幅なアレンジが為されている。ゲームシステムはファミコン版『ソロモンの鍵』が基本だが、やはりアレンジが加わっている。

ゲームボーイ版『ソロモンズ倶楽部』
- 1991年4月5日発売。ファミコン版『ソロモンの鍵』のシステムを元に、アイテムなどが追加された。ストーリーは主人公・ダーナの見習い時代の試練を描いたものとなっている。

ゲームボーイカラー版『ソロモン』
2000年9月29日発売。ゲームボーイ版『ソロモンズ倶楽部』のシステムを基にし、同作から使い回されているのは、マップと基本的な操作方法のみである。同社のゲーム『モンスターファームシリーズ』に登場するキャラクターたちやBGMに変更してのリメイクが施されており、大まかなシステム自体は一から作り直されている。
舞台は『モンスターファーム』の35年後の世界。塔の各フロアにはプレイヤーを妨害する「ワルモン」や仲間になって助けてくれる「ヨイモン」がいるが、ボーナスステージにいるイイモンを円盤石に封印してから神殿に持っていくという手順を踏まないと仲間にできないなど、かなり遊び込まないとなかなかイイモンが出てこない仕様となっている。イイモンの中にはデメリットになり得る効果を発揮する者もおり、注意深く効果を使用する必要のあるケースもある。評論家筋の中には「『モンスターファーム』の便乗商品」と評する者もいる。

## 評価
| 項目  | キャラクタ | 音楽 | 操作性 | 熱中度 | お買得度 | オリジナリティ | 総合  |
| FC版  | 3.13       | 3.71 | 3.65   | 3.59   | 3.35     | 3.41           | 20.84 |
| PCE版 | 3.14       | 3.41 | 3.45   | 3.21   | 3.41     | 3.21           | 19.82 |
| GB版  | 3.1        | 3.0  | 3.2    | 2.9    | 3.1      | 3.0            | 18.3  |

アーケード版
ゲーメストムック『ザ・ベストゲーム2』（1998年）では『名作・秀作・天才的タイトル』と認定された「ザ・ベストゲーム」に選定され、同書においてライターのぴぐは数に制限のある火球の魔法が本作のアクションパズルとしての完成度を高めていると指摘し、「プレイヤーの向上心をかきたてる要因にもなっている」と称賛した。また、黄道十二宮（星座）がモチーフになっていることを指摘し、「六芒星のパネルや隠し部屋など、散りばめられた謎を解き明かす楽しみも持ち合わせている」と肯定的に評価している。
ファミリーコンピュータ版
ゲーム誌『ファミリーコンピュータMagazine』の読者投票による「ゲーム通信簿」での評価は別記の通り20.84点（満30点）となっている。また、同雑誌1991年5月10日号特別付録の「ファミコンロムカセット オールカタログ」では、「おもしろいゲーム」、「かなり評判の良かったゲーム」と称賛しているものの、「パスワードコンティニューがないのがちょっとツライ」と指摘している。
PCエンジン版『ZIPANG』
ゲーム誌『ファミコン通信』の「クロスレビュー」では合計23点、『月刊PCエンジン』では85・80・60・70・70の平均73点（満100点）、『マル勝PCエンジン』では7・7・8・7の合計29点（満40点）、『PC Engine FAN』の読者投票による「ゲーム通信簿」での評価は別記の通り19.82点（満30点）となっている。また、この得点はPCエンジン全ソフトの中で343位（485本中、1993年時点）となっている。
ゲームボーイ版『ソロモンズ倶楽部』
ゲーム誌『ファミコン通信』の「クロスレビュー」では合計25点、『ファミリーコンピュータMagazine』の読者投票による「ゲーム通信簿」での評価は別記の通り18.3点（満30点）となっている。

## 続編
ソロモンの鍵2 〜クールミン島救出作戦〜
- 1992年1月23日発売。ファミリーコンピュータ用ソフト。見習い魔法使いのダーナが、冬の妖精達が住むクールミン島を悪の魔法使いから救うというストーリー。その他の関連シリーズとは異なり、この作品ではダーナはブロックではなく氷を生成・破壊する魔法を使う。また、アクションゲーム的な要素が廃されるなど、独特のアレンジが行われている。元々別企画として制作されていたが、販売戦略上、続編という扱いとなった。このため、1作目とはゲームシステムも雰囲気も大きく異なり、「高難度のアクションパズル」という前作の特徴は全く受け継いでいない。2021年2月17日より『ファミリーコンピュータ Nintendo Switch Online』にて配信開始。

## 関連作品
ファミコン 20TH アニバーサリー オリジナル・サウンド・トラックス VOL.3
2004年4月21日、サイトロン・デジタルコンテンツより発売されたサウンドトラック。CD内の一作品として収録されている。
ソロモンの鍵外伝
1986年にケイブンシャから発売されたアドベンチャーヒーローブックス。